# Katona Kálmán
Katona Kálmán (Pécs, 1948. április 8. – Budapest, 2017. február 5.) magyar mérnök, politikus, országgyűlési képviselő, 1998 és 2000 között közlekedési, hírközlési és vízügyi miniszter, a 2006-os önkormányzati választáson a Magyar Demokrata Fórum (MDF) budapesti főpolgármester-jelöltje.

## Tanulmányai
Gyermekkora jelentős részét Keszthelyen töltötte, de érettségit már Budapesten, a Puskás Tivadar Távközlési Technikumban tett, 1966-ban. Tanulmányait a Győri Közlekedési és Távközlési Műszaki Főiskolán folytatta. 1971. március 15-én a budapesti Petőfi-szobornál rendezett nem hivatalos ünnepségen virágot helyezett a talapzatra, amiért egy évi fegyházbüntetésre ítélték, melyből 6 hónapot le is töltött. 1973-ban diplomázott, majd a Budapesti Műszaki Egyetemen 1977-ben megszerezte második, műszaki minőség-ellenőrzési mérnöki diplomáját is. 1997-ben jogi szakokleveles mérnöki képesítést szerzett.

## Műszaki pályafutása
Szakérettségi után rövid ideig a Posta Rádió és Televízió Műszaki Igazgatóságán dolgozott technikusként, majd diplomájának megszerzése után a Tungsram technikusa, 1976 és 1979 között annak mérnöke volt. 1979-ben a vállalat minőség-ellenőrzési osztály helyettes vezetőjévé nevezték ki. 1982-ben a Minőségellenőrző szakértője lett, valamint 1984-től saját fejlesztésű laboratóriumi berendezéseket is készített 1990-ig.
A Hírközlési Állandó Választott Bíróság tagjává választották, 2004-ben.

## Politikai pályafutása
1987-ben lett a Bajcsy-Zsilinszky Endre Baráti Társaság tagja. 1988-ban a Liget Fórum elnöke lett, majd 1989-ben a terézvárosi MDF-szervezet elnökévé választották. Az 1990-es országgyűlési választáson Budapest VI. kerületében – a második fordulóban az SZDSZ jelöltjét, Székhelyi József színművészt legyőzve – egyéni jelöltként jutott az Országgyűlésbe. 1990-től 1993 őszéig az MDF-frakció tagja volt, de 1993 szeptemberében átült a Fidesz frakciójába. 1990 és 1993 között a Országgyűlés gazdasági bizottságának tagja, majd alelnöke volt. Az 1994-es országgyűlési választáson a Fidesz jelöltjeként indult, mandátumot nem szerzett. Eközben 1991 és 1993 között a Matáv Rt. igazgatótanácsának tagja is volt.
1995-ben kinevezték a Hírközlési Főfelügyelet elnökhelyettesévé. Az Orbán-kormány megalakulásakor a Közlekedési, Hírközlési és Vízügyi Minisztérium vezetője lett, mely tisztségéről 2000-ben lemondott, miután kiszervezték a minisztériumból a hírközlési területet. Miniszteri megbízatása után a Magyar Villamos Művek Rt. igazgatóságának elnöke, ill. vezérigazgatója lett, melyet a 2002-es kormányváltásig viselt.
A 2002-es önkormányzati választáson a közös fővárosi Fidesz–MKDSZ–MDF-lista vezetője volt, majd a fővárosi közgyűlési Fidesz-frakció helyett az MDF-frakció tagja lett, ill. ismét visszatért a pártba. 2003-ban beválasztották a párt országos elnökségébe, majd rövid ideig általános alelnök volt. 2004-ben az MDF országos választmányának elnökévé választották, mely tisztségét 2008-ig viselte.
A 2006-os országgyűlési választáson az MDF budapesti területi listájáról szerzett mandátumot (egyéniben Miskolcon indult), a környezetvédelmi bizottság elnökévé választották. Az őszi önkormányzati választáson pártja budapesti főpolgármester-jelöltje volt, 6%-os eredményt ért el. Ismét tagja lett a Fővárosi Közgyűlésnek.
2009-ben, az országgyűlési MDF-frakció megszűnése után (ekkor vesztette el bizottsági elnökségét is) többször kritizálta a Dávid Ibolya-féle pártvezetést és fenntartásai voltak a frakció újjáalakítását illetően, emiatt a párt törölte Katonát (Hock Zoltánnal és Pettkó Andrással együtt) tagjai sorából. Ezt az érintettek vitatták és a soron következő országos választmányi ülésen nem született döntés a kizárásról. A 2010-ig tartó ciklus végéig független képviselőként dolgozott, a 2010-es országgyűlési választáson nem indult.

## Sportvezetőként
2012 áprilisától a Magyar Mountain Bike Szakági Szövetség, 2012 decemberétől a Magyar Kerékpársportok Szövetségének elnöke volt. Ezeket a posztokat 2014 októberéig töltötte be.

## Kulturális tevékenysége
2015 tavaszától haláláig a képzőművészeti kiállításokat a zenei előadásokkal ötvöző Hermina Galéria tulajdonosa és üzemeltetője volt.

## Családja
Nős, két leánygyermekük és egy fiúgyermekük született.